# 王香禪
王香禪（1886年—卒年不詳），本名罔市，又名留仙、香嬋，小字黛卿，臺北艋舺人，著名藝旦、詩人，為連橫女弟子、謝介石妻子。

## 生平
王香禪生於1886年。她出身於六口窮困之家，經濟來源為作魚販的兄長王仔塗，自幼被艋舺龍山寺附近的艺旦老板娘董仔治收為養女訓練為藝旦。董女過去為艋舺花魁，在1884年劉銘傳的艋舺中軍守備署設在北皮寮，艋舺藝旦爭學北管以媚，當時董女色豐而姣，又通文墨，妓名遠播。
王香禪向艋舺平樂遊酒樓的曲師戴源及福州人印同師學習北曲，十六歲大張豔幟，色藝均佳、豔名大噪，又經詩人王子鶴介紹，至大稻埕劍樓書塾向趙一山學香奩詩，教導黃任的《香草箋偶注》。她因喜讀《紅樓夢》，欽慕林黛玉，所以用「黛卿」為小字。又名「留仙」。
當時王香禪被譽為台灣三大美人之一，在大稻埕永樂座以藝名唱京戲，連橫每次去臺北都去捧場。她曾南下鬻藝於台南府城寶美樓，以京劇《二進宮》、《三娘教子》、《祭江》等使當地士紳不少拜倒在石榴裙下，有說法因是在1895年受客人陳秋菊當眾剝衣之辱才南下重張艷幟；另一說賣藝於台南玩春園，而且當時台灣北部藝妓在十四、五歲時，多半會隨著养母南下見習，俗稱為「飲墨水」。
時任《台南新報》漢文記者的連橫常與南社詩友前去寶美樓飲讌，收王香禪為女弟子，以李商隐詩集、《詩經》、《楚辭》教之，在《詩薈餘墨》稱讚她詩詣大進，說：「今則斐然成章，不減謝庭詠絮矣。」王女回憶當時道：「及從吾師劍花先生遊，一洗塵俗，所謂無語不香，有詞皆秀矣。」，本欲與連橫結連理，但被拒絕，後於1907年自贖其身，與羅秀惠結婚，兩人還曾一同發表詩作。王女並作〈問花〉一詩，將丈夫比為解語花。但不久羅氏移情其師妹蔡碧吟，逼迫在1909年離婚，當時《台灣日日新報》記者評論「千金買離緣」。台南有諺語曰：「蔡姑娘仔嫁尪──加羅（勞）的。」，時人撰聯挖苦說：「一父二夫三舉人，四妻五妾六娼妓。」
王香禪心灰意冷而遁入空門，在1909到1911年陸續以「黛卿」之名在《臺灣日日新報》投稿棄婦詩，如〈秋感〉、〈書懷〉、〈和梅妃韻〉、〈梅妃〉等；另一說是並未出家為尼，只是長齋禮佛。謝介石從報上得知消息，遂透過趙一山牽合，終於1912年迎娶王香禪，婚後赴中國大陸。謝介石二房系出的孫子謝輝表示祖父在從政期間，所有的資助皆出自王香禪，據說當時王女拿出五斤黃金。
1912年，連橫與新婚的謝介石夫妻在上海一次宴會上相遇。王香禪善盡地主之誼，與恩師朝夕相處，品茶談詩，連橫還寫詩〈滬上逢香禪女士〉紀念此事。其後，謝介石受聘為吉林法政學堂教習兼治報務，與王香禪移居吉林。連橫也受《新吉林報》之邀，再次與王香禪續緣半年。在連雅堂的詩作中，記載王香禪最多的也是在此時期。
與謝介石婚後，王香禪詩作轉變為關心他人，如社會寫實詩〈感時〉寫道：「忍聽饑民啼哭聲，連宵稽首到天明。屍骸滿地無人管，願乞慈航渡眾生。」，還有思乡诗，如〈敬步劍樓夫子寄懷原韻〉：「王孫芳草思依依，那得春風引夢歸。渺渺長江人不渡，年年空羨雁南飛。」滿州國時期，一家住在新京市中心，王女常與台灣移民禮佛，並茹全素。王香禪的孫女謝孟姑表示祖母和祖父根本就不講話；謝介石三房所生的小兒子謝白倩表示王香禪晚年之所以日日禮佛，是因年齡大了，另一方面，與父親個性不合。
1945年，日本戰敗，曾任滿州國外交部長、滿州國駐日大使的謝介石以漢奸罪被捕，王香禪晚年生平不詳，据说1970年代病逝於北京。
廖漢臣在1956年將王香禪的傳聞寫成通俗小說《謝介石與王香禪》，日後台灣幾篇討論王香禪的文章，大抵根據此書，有學者表示不可盡信。

## 家庭
兄，王仔塗，魚販；弟，王溫石，滿州國外交部科長。謝介石先與王香禪婢女素梅先生下一子謝津生，之後與王香禪生有兒子謝喆生、謝滬生、女兒謝秋生，另一說女兒是養女。

## 作品
於1911年以前，多以「黛卿」為名發表詩作，今人則多稱其「香禪」名號，署名後者的詩作收錄於1906年出版的《鳥松閣唱和集》
。诗作大多刊发于《台湾日日新报》、《汉文台湾日日新报》、《台湾诗荟》、《台湾诗报》，由吴品贤整理成〈王香禅诗作年表初编〉。

## 評價
- 連雅堂：「臺灣詩學雖盛，而閨秀能詩者尚少。詩薈發刊以來，其寄稿者，有王女士香禪、李女士如月、余女士芬蘭，清詞麗句，傳播詩壇。」[31]
- 羅秀惠：「香禪嘗謂一首七言絕，僅僅二十八字，需有少許勝多許之概，否則誰復拉雜不來，可為不知詩者之知言。」[5]
- 梅嵩南：「臺灣女子能詩，在有清二百餘年間，並不多見，若有，當以蔡碧吟、王香禪為翹楚。」[2]

## 戲劇
2005年，在侯孝賢電影《最好的時光》第二段落〈自由夢〉，是隱射王香禪與連橫的愛情故事，女角由舒淇扮演。

## 詩
秋夜偶成 
「皎皎霜華淡淡天，木犀亭畔月初圓。醉聞花氣三更後，一枕秋香夢裡禪。」